# Gran Premio de Pau
El Gran Premio de Pau (nombre oficial en francés: Grand Prix de Pau) es una carrera de automovilismo de velocidad disputada en el fin de semana de Pentecostés en un Circuito urbano de carreras ubicado en la ciudad de Pau, Francia. El trazado tiene 2.760 metros de extensión. Entre los distintos ganadores de la carrera se encuentran pilotos de la talla de Louis Renault, Tazio Nuvolari, Juan Manuel Fangio, Alberto Ascari, Jim Clark, Jackie Stewart, Jean Alesi, Juan Pablo Montoya y Lewis Hamilton.
La primera carrera, disputada en 1900, aún no llevada el nombre de Gran Premio Se repitió en 1901. En 1930, se hizo el GP de Francia en Pau. La primera edición del Gran Premio de Pau se llevó a cabo en 1933, y luego entre 1935 y 1939. El Gran Premio de Pau se disputó entre 1946 y 1963 (salvo en 1953) como fecha no puntuable de la Fórmula 1 y de la Fórmula 2 alternadamente. La carrera formó parte de los campeonatos francés y europeos de Fórmula 2 hasta 1984, y de la Fórmula 3000 Internacional desde 1985 hasta 1998.
Entre 1999 y 2002, la carrera se disputó con el nombre Copa Europea de Fórmula 3 como evento independiente, al igual que el Gran Premio de Macao y el Masters de Fórmula 3. Pau se incorporó al calendario 2003, 2004 y 2005 de la Fórmula 3 Euroseries, y al de la Fórmula 3 Británica para el año 2006.
En paralelo, el Campeonato Francés de Superturismos disputó el Gran Premio de Pau desde 1993 hasta 2000, y su sucesor el Campeonato Francés de Siluetas desde 2001 hasta 2004. Además, el Campeonato de Francia de GT corrió allí en 1999, 2001, 2002, 2003 y 2005, mientras que el Campeonato Británico de GT corrió junto a invitados del certamen francés en 2006.
Desde 2007 hasta 2009, el Campeonato Mundial de Turismos y la Fórmula Master Internacional disputaron esa competencia. La Fórmula 3 Euroseries volvió a Pau por única vez en 2008.
El Gran Premio de Pau no se disputó en 2010. La carrera retornó en 2011, con una fecha del Trofeo Internacional de Fórmula 3 como carrera principal y fechas de distintos campeonatos franceses de automovilismo como teloneras. La carrera fue puntuable para la Fórmula 3 Británica en 2012, mientras que no hubo carrera de Fórmula 3 en 2013. Desde 2014 hasta 2018, el Gran Premio de Pau fue puntuable para la Fórmula 3 Europea. En 2016 corrió además la Copa Europea de GT4, y desde 2017 lo hace el Campeonato FFSA GT. Desde 2019, la carrera estelar es de Eurofórmula Open.
La Fórmula Renault 2.0 Francesa fue telonera durante varias décadas hasta 2006, y la Formula Renault 2.0 WEC en 2009. La Fórmula 3 ha corrido en Pau desde 2011, excepto en 2013 cuando se realizó el Trofeo de Pau de Fórmula Renault 2.0. En 2019 fue parte del campeonato de Eurofórmula Open.